# Percy Silfverberg
Percy Lennart Arnold Silfverberg, född 24 februari 1927 i Augerums församling i Blekinge län, död 23 mars 2020 i Österåker-Östra Ryds distrikt i Stockholms län, var en svensk militär.

## Biografi
Silfverberg avlade studentexamen vid Högre realläroverket å Östermalm i Stockholm 1946. Han avlade officersexamen vid Krigsflygskolan 1949 och utnämndes samma år till fänrik vid Bråvalla flygflottilj, varefter han utnämndes till löjtnant vid Flygkadettskolan 1951. Han gick Allmänna kursen vid Flygkrigshögskolan 1954–1955 och Tekniska kursen där 1958–1959. Han var lärare vid Flygkadettskolan 1955–1959, befordrades till kapten 1958, tjänstgjorde vid Planeringsavdelningen i Försvarsstaben 1959–1965, var lärare i luftkrigskonst på Högre kursen vid Sjökrigshögskolan 1959–1962, befordrades till major 1963 och studerade vid Försvarshögskolan. Åren 1966–1972 var han lärare på Flyglinjen vid Militärhögskolan, under vilken tid han befordrades till överstelöjtnant 1967. Han tjänstgjorde därefter vid Roslagens flygkår 1973–1974, vid Flygvapnets Södertörnsskolor 1975 och var lärare vid Försvarshögskolan 1975–1979. År 1979 befordrades han till överste, varefter han 1979–1987 var chef för Försöksplats Vidsel i Huvudavdelningen för flygmateriel vid Försvarets materielverk.
Percy Silfverberg var son till Karl Silfverberg och Karin Silfverberg, född Andersson. Han gifte sig 1950 med Anna-Brita Sjöberg och de fick tre döttrar.

### Utmärkelser
- Riddare av Svärdsorden, 1967.[4]